# Mayumi Narita
Mayumi Narita –en japonés, 成田 真由美, Narita Mayumi– (Kawasaki, 27 de agosto de 1970) es una deportista japonesa que compitió en natación adaptada. Ganó veinte medallas en los Juegos Paralímpicos de Verano entre los años 1996 y 2004.

## Palmarés internacional
| Juegos Paralímpicos | Juegos Paralímpicos      | Juegos Paralímpicos | Juegos Paralímpicos         |
| Año                 | Lugar                    | Medalla             | Prueba                      |
| ------------------- | ------------------------ | ------------------- | --------------------------- |
| 1996                | Atlanta (Estados Unidos) | Medalla de oro      | 50 m libre S4               |
| 1996                | Atlanta (Estados Unidos) | Medalla de oro      | 100 m libre S4              |
| 1996                | Atlanta (Estados Unidos) | Medalla de plata    | 50 m espalda S4             |
| 1996                | Atlanta (Estados Unidos) | Medalla de plata    | 200 m libre S4              |
| 1996                | Atlanta (Estados Unidos) | Medalla de bronce   | 150 m estilos SM4           |
| 2000                | Sídney (Australia)       | Medalla de oro      | 50 m espalda S4             |
| 2000                | Sídney (Australia)       | Medalla de oro      | 50 m libre S4               |
| 2000                | Sídney (Australia)       | Medalla de oro      | 100 m libre S4              |
| 2000                | Sídney (Australia)       | Medalla de oro      | 200 m libre S4              |
| 2000                | Sídney (Australia)       | Medalla de oro      | 150 m estilos SM4           |
| 2000                | Sídney (Australia)       | Medalla de oro      | 4 × 50 m libre (20 ptos.)   |
| 2000                | Sídney (Australia)       | Medalla de plata    | 50 m braza SB3              |
| 2004                | Atenas (Grecia)          | Medalla de oro      | 50 m braza SB3              |
| 2004                | Atenas (Grecia)          | Medalla de oro      | 50 m espalda S4             |
| 2004                | Atenas (Grecia)          | Medalla de oro      | 50 m libre S4               |
| 2004                | Atenas (Grecia)          | Medalla de oro      | 100 m libre S4              |
| 2004                | Atenas (Grecia)          | Medalla de oro      | 200 m libre S4              |
| 2004                | Atenas (Grecia)          | Medalla de oro      | 150 m estilos SM4           |
| 2004                | Atenas (Grecia)          | Medalla de oro      | 4 × 50 m libre (20 ptos.)   |
| 2004                | Atenas (Grecia)          | Medalla de bronce   | 4 × 50 m estilos (20 ptos.) |